# Love Kills (Ramones)
Love Kills è un singolo della band punk Ramones. 
È stato pubblicato nell'album Animal Boy del 1986.
Nel 1996 Dee Dee Ramone fu invitato all'ultimo show dei Ramones al The Palace a Los Angeles dove eseguì le parti vocali per Love Kills. Dimenticò due versi (anche se scrisse la canzone), cantò fuori tono, iniziò prima e ricorse subito a parlare allegramente.

## Storia
La canzone, scritta da Dee Dee Ramone, narra della storia d'amore fra Sid Vicious e la sua compagna, Nancy Spungen. Sid viene glorificato come "il re del punk rock", al contrario di Nancy, descritta come una "regina rotta" e disprezzata ripetutamente nella canzone (Nancy è stata la causa dell'avvicinamento di Sid Vicious nel mondo della droga da cui non è mai riuscito ad uscire).
È incentrata sull'amore fra i due, amore che trascinerà Sid verso la droga e l'overdose fatale.
(Dee Dee Ramone)
È anche presente una forte critica relativa all'uso di eroina:
(Dee Dee Ramone)
Rimane curioso che una critica così pesante all'eroina fosse stata scritta da Dee Dee Ramone, noto consumatore abituale della sostanza.

## Formazione
- Joey Ramone - voce d'accompagnamento
- Johnny Ramone - chitarra
- Dee Dee Ramone - voce e basso
- Richie Ramone - batteria